# Fadel Mohamed Lamen
 (avril 2025).
Motif : notoriété ?
- Archive Wikiwix
- Bing
- Cairn
- DuckDuckGo
- E. Universalis
- Gallica
- Google
- G. Books
- G. News
- G. Scholar
- Persée
- Qwant
- (zh) Baidu
- (ru) Yandex
- (wd) trouver des œuvres sur Wikidata

| 1. | Préciser le motif de la pose du bandeau. | Précisez le motif de la pose du bandeau en utilisant la syntaxe suivante : {{admissibilité à vérifier\|date=juin 2025\|motif=remplacez ce texte par le motif}}                           |
| 2. | Informer les utilisateurs concernés.     | Pensez à avertir le créateur de l'article, par exemple, en insérant le code ci-dessous sur sa page de discussion : {{subst:avertissement admissibilité à vérifier\|Fadel Mohamed Lamen}} |

 (avril 2025).
Fadel Mohamed Lamen (en arabe : فضيل الأمين), né en 1960 à Tripoli, est un analyste politique, journaliste et conseiller libyen. Il est connu pour sa participation aux efforts de transition politique en Libye après 2011, notamment en tant que président de la Commission préparatoire au dialogue national.

## Parcours
Fadel Lamen a dirigé la Commission préparatoire au dialogue national, un organe indépendant reconnu par les Nations unies et par de nombreuses institutions libyennes et internationales. En 2021, le chercheur Mattia Toaldo (ECFR) a qualifié cette commission de « seule structure nationale largement soutenue pour organiser le processus de réconciliation nationale », précisant qu’elle était dirigée par Lamen.
Il a également participé à des forums internationaux, collaboré avec le Atlantic Council et figuré dans des rapports du Conseil européen des relations internationales (ECFR) sur la transition libyenne.

## Activité médiatique
Fadel Lamen a été interviewé dans des médias internationaux tels que la chaîne australienne ABC Radio National et a été invité sur la chaîne américaine C-SPAN pour commenter la situation politique en Libye.
Il a également publié un témoignage personnel dans le média américain *The Daily Beast* à propos des persécutions subies sous le régime de Mouammar Kadhafi.